# Helena Horálková
Helena Horálková (* 7. května 1955 Praha) je česká grafička.

## Život
V letech 1971–1974 vystudovala Střední odborná školu výtvarnou V. Hollara v Praze. Poté v letech 1974-1979 studovala grafiku v ateliéru prof. Wernera Klemke na Kunsthochschule v Berlíně. Věnuje se grafice, kresbě a ilustraci. Působí rovněž jako výtvarný pedagog. V letech 1995-2004 vedla ateliér grafických technik na Institutu restaurování a konzervačních technik v Litomyšli (dnes Fakulta restaurování Univerzity Pardubice). Od roku 1991 je členkou Sdružení českých umělců grafiků Hollar

### Ocenění
- 2004 Cena SČUG Hollar za drobnou grafiku
- 2003 Čestné uznání v soutěži Grafika roku
- 2004 Čestné uznání v soutěži Grafika roku
- 2006 Cena spol. Stavby silnic a železnic, Grafika roku, Cena Metrostavu v soutěži Grafika roku
- 2007 Cena spol. Pražská plynárenská, a. s. na 5. mezinárodním trienále grafiky v Praze
- 2009 Čestné uznání v soutěži Grafika roku
- 2010 Čestné uznání v soutěži Grafika roku

## Dílo

### Zastoupení ve sbírkách
- GASK (České muzeum výtvarných umění, Praha)
- Národní galerie v Praze

### Výstavy
- 1980–1984 Spolu s Janou Skalickou, Jaroslavem Horálkem a Jaroslavem Benešem se účastnila Výstav na dvoře, Krokova 3, Praha.
- 1984–1991 společně s manželem J. Horálkem (Cheb, Jičín, Praha)
- 1989 Výstava pěti v Kolíně - sochy, obrazy, grafika (Jaroslav Horálek, Helena Horálková, Jaroslav Hylas, Boris Jirků, Vladimír Kokolia), Regionální muzeum Kolín, 14. dubna - 7. května 1989, katalog, úvodní text Pavel Ondračka
- 1992 Galerie Chelsea, Zürich, Divadlo Kruh, Plzeň
- 1993 Kulturní dům Havířov spolu s V. Elšíkem
- 1996 Galerie F. Jeneweina,Kutná Hora, Galerie Fronta, Praha (s P. Štěpánem)
- 1998 Hudba mezi obrazy, Lichtenštejnský palác, Praha
- 1999 Alšova jihočeská galerie, Wortnerův dům, České Budějovice
- 2001 Hudba mezi obrazy, Praha
- 2003 Hudba mezi obrazy, Praha
- 2005 Galerie Rozehnal, Praha
- 2006 Muzeum Kouřimska, Kouřim
- 2007 Studio Paměť, Praha, (s J. Hilskou)
- 2011/2012 Helena Horálková: grafika, Galerie Univerzity Pardubice, Univerzitní knihovna [2]
- 2015 Otisky, Galerie Hollar, Praha
- 2015 Helena Horálková - Ohlížení, Galerie 9, Praha